# Erpresser (1921)
Erpresser (auch: Die Erpresser, Die Würger) ist der Titel eines deutschen Detektiv-Stummfilms aus der “Harry-Hill”-Reihe, den Valy Arnheim 1920/21 nach eigenem Manuskript und mit sich selber in der Titelrolle für die Berliner „Valy Arnheim-Film GmbH Richard Spelling“ realisierte.

## Handlung
Harry Hill gelingt es, eine Verbrecherbande unschädlich zu machen, die als „Die Würger“ Geschäftsleuten durch Drohung mit empfindlichen Übeln namhafte Beträge abpresst und sie so in den Ruin treibt.

## Hintergrund
Der Film, eine Produktion der Valy Arnheim-Film GmbH Richard Spelling, war noch 1920 begonnen worden; er lag am 30. März 1921 der Reichsfilmzensur Berlin vor und durfte unter der Nr. B 01693, wenn auch unter Jugendverbot, passieren.
Laut Birett, Quellen zur Filmgesch. 1920–1931, lief er auch unter den Nebentiteln „Die Würger“ und „Harry Hill 13. Abenteuer“.
Als Kameramänner arbeiteten zu dieser Zeit Georg Paezel und Hermann Schadock für die Spelling-Produktion; es ist nicht überliefert, welcher von beiden „Erpresser“ photographierte.

## Rezeption
Der Leipziger Verlag Werner Dietsch gab zur gleichen Zeit „Harry Hill“-Heftromane heraus, die mit Bildern von Valy Arnheim und Marga Lindt auf dem Titelblatt die Verbindung zu den Filmen herzustellen suchten. Band 1 der Reihe trug den Titel „Erpresser“.
Einen weiteren stummen Kriminalfilm mit dem Titel “Erpresser” drehte Henri Decroix 1929 für die Georg Enders-Film GmbH Berlin. In Österreich hieß er „Auf Leben und Tod“. Den Chéf der Erpresser spielte Anton Pointner.